# نیمف
نیمف (به یونانی: νύμφη, nymphē) یا حوری طبیعت در اساطیر یونانی و روم باستان به الهه‌های طبیعت گفته می‌شد که در یک سرزمین خاص وجود داشتند. نیمف‌ها، همیشه در شکل دوشیزگان باکره و جوان و آمادهٔ برای ازدواج توصیف می‌شدند و همراهان همیشگی خدایانی همچون ارتمیس، هرمس، آپولون و پن بوده‌اند.

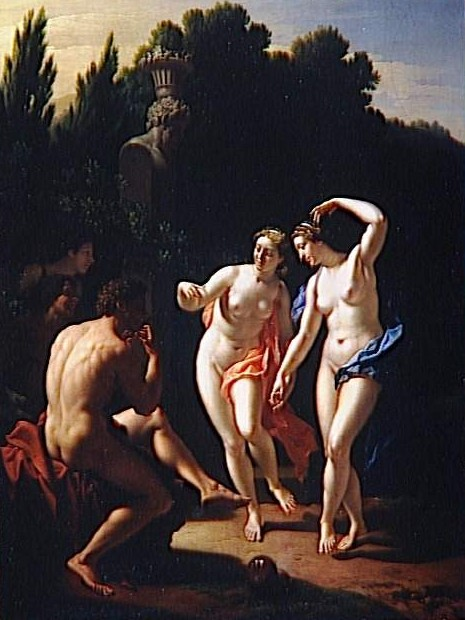
رقص نیمف‌ها، اثری از آدریان واندرورف، ترسیم شده در سال ۱۷۱۸، موزه لوور

## معرفی
نیمف در جهان اساطیری یونان به موجوداتی زیبا و افسون‌گر گفته می‌شود که با چهره و قامت یک دختر زیبا در کرانهٔ رودها و همین‌طور در جنگل‌ها به‌سر می‌بردند و با زیبایی خیره‌کننده و دل‌ربایی و عشوه‌گری‌هایشان قادر به سحر و جادو کردن انسان‌ها بودند. با گذشت زمان در ادبیات قرن نوزدهم این مفهوم به تعبیر زن – کودک (به آلمانی: Kindfrau) = تلفظ کیندفرآ به‌معنای زن‌بچه (زن بچه‌صورت) تعبیر شد. این توصیف در واقع در مورد دختران نوبالغ و زنان نوباوه و جوان مورد استفاده قرار می‌گرفت. زنانی که به یکسان از زیبایی زنانه و از معصومیت کودکی بهره‌مند بودند و به‌دلیل زیبایی و به‌خصوص  و معصومیت آن‌ها، مردان میان‌سال را شیفتهٔ خویش می‌ساختند.

## شرح
نیمف‌ها، به‌طور دائمی و مکرر هدف ساتیرها قرار می‌گرفتند. آن‌ها در کوه‌ها و کوهستان‌ها، درخت‌زارها و بیشه‌ها، و باغ‌ها و جنگل‌ها، و همین‌طور در چشمه‌ها و رودخانه‌ها زندگی می‌کردند، و همچنین درخت‌ها و دره‌ها، و نیز سرداب‌ها و غار و مغاره‌های سرد از جمله زیستگاه‌های آنان به‌شمار می‌رفت. نیمف‌ها، به‌طور معمول با خدایان والا و بلندمرتبه نیز همراهی داشتند؛ از جمله آرتمیس و آپولون و حتی خدایان عیاشی و خوش‌گذرانی همچون دیونیسوس که ایزد شراب بود، و همچنین خدایان روستایی مانند پن و هرمس، از جمله ایزدان برتری بودند که نیمف‌ها با آنان همراه بودند.
ازدواج یک نیمف با یک ریش‌سفید قوم یا یک رئیس قبیله، اغلب به‌عنوان یکی از سنت‌ها و نمادهای مردمان محسوب می‌شد و به‌طرز بی‌وقفه‌ای در ریشه‌شناسی اسطوره‌های یونانی تکرار می‌گردد؛ و به پادشاهان باستانی و تبارنامه آنان نیز اعتبار و اقتدار می‌بخشد.

## به‌عنوان دختران زئوس
در روایاتی دیگر نیمف‌ها را دختران زئوس دانسته‌اند. از جمله مشهورترین نیمف‌ها، ملیا و نایاد بودند که در چشمه‌ها و جویبارها زندگی می‌کردند. البته نیمف‌های دیگری مانند نرئید، دریاد و اوکئانیدها هم وجود داشته‌اند که محل زندگی آن‌ها در دریاها بوده‌است.
نیمف‌ها زنان جوان و جذابی بودند و معشوق‌های بسیار زیادی داشتند. از جمله پن، پریاپوس، ساتیر و کسانی که مثل آن‌ها در طبیعت زندگی می‌کردند.  و حتی خدایان بلند‌پایه که تحت‌تأثیر زیبایی آن‌ها قرار می‌گرفتند، از جمله آپولون، هرمس، دیونیسوس  که معشوق آن‌ها بودند. آن‌ها گاه پسران جوان را جستجو می‌کردند، که نمونه آن افسانهٔ هولاس است.  نیمف‌ها به‌خاطر زیبایی خیره‌کننده هولاس جوان، او را از هرکول دزدیده و با خود به اعماق چشمه بردند.